# Морозов, Ефрем Михайлович
Ефрем Михайлович Морозов — советский хозяйственный, государственный и политический деятель.

## Биография
Родился в 1906 года в Таганроге. Член ВКП(б) с 1926 года.
С 1921 года — на хозяйственной, общественной и политической работе. В 1921—1962 гг. — помощник мастера, заведующий производственно-плановым отделом, начальник цеха на кожевенном з-де № 1, 2-й секретарь, 1-й секретарь Качальницкого райкома ВКП(б), нарком внутренних дел Татарской АССР, нарком ГБ Татарской АССР, заместитель начальника УНКВД Калининской области, Свердловской области, Чкаловской области, начальник ОИТК УМВД Ростовской области, замначальника УМВД Ростовской области по УИТЛиК, начальник ОИТК УМВД Ивановской области, начальник ОИТК УМВД Ивановской области.
Избирался депутатом Верховного Совета СССР 1-го созыва.
Умер в 1971 году в Иванове.